# Elezioni parlamentari in Belgio del 2007
Le elezioni parlamentari in Belgio del 2007 si tennero il 10 giugno per il rinnovo del Parlamento federale (Camera dei rappresentanti e Senato).
L'esito elettorale aprì un lungo periodo di stallo, durante il quale rimase in carica ad interim il governo uscente guidato da Guy Verhofstadt, espressione dei Liberali e Democratici Fiamminghi. Le consultazioni si conclusero con la riconferma di Verhofstadt alla carica di Primo ministro; gli succedettero poi Yves Leterme, esponente dei Cristiano-Democratici e Fiamminghi (2008-2009), Herman Van Rompuy (2009) e di nuovo Leterme (2009).

## Risultati

### Camera dei rappresentanti
| Liste                                                         | Voti      | %     | Seggi |
| ------------------------------------------------------------- | --------- | ----- | ----- |
| Cristiano-Democratici e Fiamminghi - Nuova Alleanza Fiamminga | 1 234 950 | 18,51 | 30    |
| Movimento Riformatore                                         | 835 073   | 12,52 | 23    |
| Vlaams Belang                                                 | 799 844   | 11,99 | 17    |
| Liberali e Democratici Fiamminghi Aperti                      | 789 455   | 11,83 | 18    |
| Partito Socialista                                            | 724 787   | 10,86 | 20    |
| Partito Socialista Differente                                 | 684 390   | 10,26 | 14    |
| Centro Democratico Umanista                                   | 404 077   | 6,06  | 10    |
| Ecolo                                                         | 340 378   | 5,10  | 8     |
| Lista Dedecker                                                | 268 648   | 4,03  | 5     |
| Verdi                                                         | 265 828   | 3,98  | 4     |
| Fronte Nazionale                                              | 131 385   | 1,97  | 1     |
| Partito del Lavoro del Belgio                                 | 56 167    | 0,84  | –     |
| Rassemblement Wallonie France                                 | 26 240    | 0,39  | –     |
| Comitato per un'Altra Politica                                | 20 083    | 0,30  | –     |
| Partito Comunista (Vallonia-Bruxelles)                        | 19 329    | 0,29  | –     |
| Parti du Travail de Belgique                                  | 14 931    | 0,22  | –     |
| Cristiani Democratici Federali                                | 11 961    | 0,18  | –     |
| Fronte Nuovo del Belgio                                       | 9 010     | 0,14  | –     |
| Liste Wallon                                                  | 8 688     | 0,13  | –     |
| Unione Belga                                                  | 8 607     | 0,13  | –     |
| Forza Nazionale                                               | 6 660     | 0,10  | –     |
| Vivant                                                        | 5 742     | 0,09  | –     |
| Altri <5000 voti                                              | 20 068    | 0,30  | –     |
| Totale                                                        | 6 671 360 | 100   | 150   |

- Risultano da una sommatoria i voti del Partito del Lavoro del Belgio, che include: 37.758 voti (PvdA, circoscrizioni delle Fiandre); 14.931 voti (PTB, circoscrizioni della Vallonia); 3.478 voti (PTB/PVDA, circoscrizione di Bruxelles-Hal-Vilvorde).

### Senato
| Liste                                                         | Voti      | %     | Seggi |
| ------------------------------------------------------------- | --------- | ----- | ----- |
| Cristiano-Democratici e Fiamminghi - Nuova Alleanza Fiamminga | 1 287 389 | 19,42 | 9     |
| Liberali e Democratici Fiamminghi Aperti                      | 821 980   | 12,40 | 5     |
| Movimento Riformatore                                         | 815 755   | 12,31 | 6     |
| Vlaams Belang                                                 | 787 782   | 11,89 | 5     |
| Partito Socialista                                            | 678 812   | 10,24 | 4     |
| Partito Socialista Differente                                 | 665 342   | 10,04 | 4     |
| Centro Democratico Umanista                                   | 390 852   | 5,90  | 2     |
| Ecolo                                                         | 385 466   | 5,82  | 2     |
| Verdi                                                         | 241 151   | 3,64  | 1     |
| Lista Dedecker                                                | 223 992   | 3,38  | 1     |
| Fronte Nazionale                                              | 150 461   | 2,27  | 1     |
| Partij van de Arbeid van België                               | 34 768    | 0,52  | –     |
| Rassemblement Wallonie France                                 | 32 094    | 0,48  | –     |
| Comité pour une Autre Politique                               | 21 215    | 0,32  | –     |
| Parti du Travail de Belgique                                  | 20 039    | 0,30  | –     |
| Partito Comunista (Vallonia)                                  | 19 632    | 0,30  | –     |
| Forza Nazionale                                               | 14 866    | 0,22  | –     |
| Chrétiens démocrates fédéraux                                 | 13 319    | 0,20  | –     |
| NEE                                                           | 12 115    | 0,18  | –     |
| Stijn Bex                                                     | 11 097    | 0,17  | –     |
| Totale                                                        | 6 628 127 | 100   | 40    |